# 九頭神社 (川西市)
九頭神社（くずじんじゃ）は、兵庫県川西市にある神社。

## 由緒
天禄元年（970年）頃、この地を本拠とした源満仲によって創建されたという。

## 所在地
- 兵庫県川西市東多田2-7-5